# Сарабджот Сінґг
Сарабджот Сінґг (30 вересня 2001, Амбала, Хар'яна) — індійський стрілець, бронзовий призер Олімпійських ігор 2024 року.

## Виступи на Олімпіадах
| Олімпіада  | Дисципліна                              | Місце |
| ---------- | --------------------------------------- | ----- |
| Париж 2024 | пневматичний пістолет, 10 метрів        | 9     |
| Париж 2024 | пневматичний пістолет, 10 метрів, мікст | 3     |

## Зовнішні посилання
- Сарабджот Сінґг на сайті ISSF (англійська)
- Сарабджот Сінґг на сайті Olympics.com (англійська)